# Fabbenstedt
Fabbenstedt ist ein zentraler Ortsteil der ostwestfälischen Stadt Espelkamp in Nordrhein-Westfalen. Fabbenstedt hat ca. 840 Einwohner und liegt im Westen der Stadt Espelkamp. Ortsvorsteher ist August-Wilhelm Schmale (CDU).

## Geschichte
Wann sich die ersten Menschen in Fabbenstedt niedergelassen haben, ist nicht genau bekannt. Urnenfunde deuten aber auf eine Besiedlung im 1. Jahrtausend unserer Zeitrechnung hin. Es gab zwei Urnenfunde in Fabbenstedt, die beide in die Karolinger Zeit (8. / 9. Jahrhundert) datiert wurden. Zum Ursprung des Namens Fabbenstedt gibt es verschiedene Deutungen. Eine weist auf den möglichen ersten Siedler namens "Fabbe" oder "Vabbe" hin. Mitte des 17. Jahrhunderts taucht der Name "Vabbenstätte" auf.
Bis zur Franzosenzeit gehörte Fabbenstedt zur Vogtei Alswede im Amt Reineberg des Fürstentums Minden. Von 1807 bis 1810 gehörte der Ort zum Kanton Lübbecke des napoleonischen Satellitenstaats Königreich Westphalen. Von 1811 bis 1813 gehörte Fabbenstedt unmittelbar zu Frankreich und dort zur Mairie Alswede im Arrondissement Minden des Departements der Oberen Ems.
1816 kam Fabbenstedt zum neuen Kreis Rahden, aus dem 1832 der Kreis Lübbecke wurde. Bis zum 31. Dezember 1972 war Fabbenstedt eine Gemeinde im Amt Alswede des Kreises Lübbecke. Am 1. Januar 1973 wurde der Ort nach Espelkamp eingemeindet.

## Vereine
In Fabbenstedt gibt es ein reges Vereinsleben. Zu den größeren Vereinen im Ort zählen der Sportverein VfB Fabbenstedt sowie der Schützenverein Fabbenstedt. Zur Koordination der Vereinsaktivitäten wurde die „Dorfgemeinschaft Fabbenstedt e. V.“ gegründet. Sie organisiert auch den seit 1981 jährlich im November stattfindenden Fabbenstedter Heimatabend.
Zu den Besonderheiten Fabbenstedts zählen noch die beiden kleinen Fabbenstedter Museen. Seit etwa 1999 gibt es die Ausstellung „Einkaufen vor fünfzig Jahren“ in einem Nebengebäude der Alten Fabbenstedter Schule, die heute als Dorfgemeinschaftshaus genutzt wird. Hier wurde wieder aufgebaut, was früher zum ländlichen Alltag gehörte: ein Dorfladen. Eigentlich sind es zwei Läden, die in dem Museumsraum ihren Platz fanden: die Kolonialwarenhandlung Carl Horstmann und das Manufakturwarengeschäft Wilhelm Brune.
Seit 2005 gibt es in einem Klassenraum des Schulgebäudes die Dauerausstellung „Alte Fabbenstedter Schule“ mit Schulbänken, Kartenständer und anderem Mobiliar sowie Zeugnissen, Klassenbüchern, vielen alten Fotos und anderen Unterlagen aus über hundert Jahren Fabbenstedter Schulgeschichte.